# Crisolles
Crisolles est une commune française située dans le département de l'Oise en région Hauts-de-France.

## Géographie

### Description
Crisolles est un bourg périurbain du Noyonnais dans l'Oise, situé à 5 km au nord de Noyon, 27 kmau nord-est de Compiègne, 70 km au vord-est de Beauvais, 60 km au sud-est d'Amiens, 14 km au sud de Ham et 31 km de Saint-Quentin.
Il est desservi par l'ancienne RN 32 (actuelle RD 932), et est traversé par le Sentier de grande randonnée GR 655 ou Via Turonensis.
L'est de la commune est constitué par une partie du Bois d'Autrecourt.
En 1850, Louis Graves indiquait que le « 'territoire de cette commune, dont l'étendue est assez considérable, eu égard aux autres communes du canton, est formé de
coteaux boisés au midi , et d'une plaine marécageuse vers le nord ».

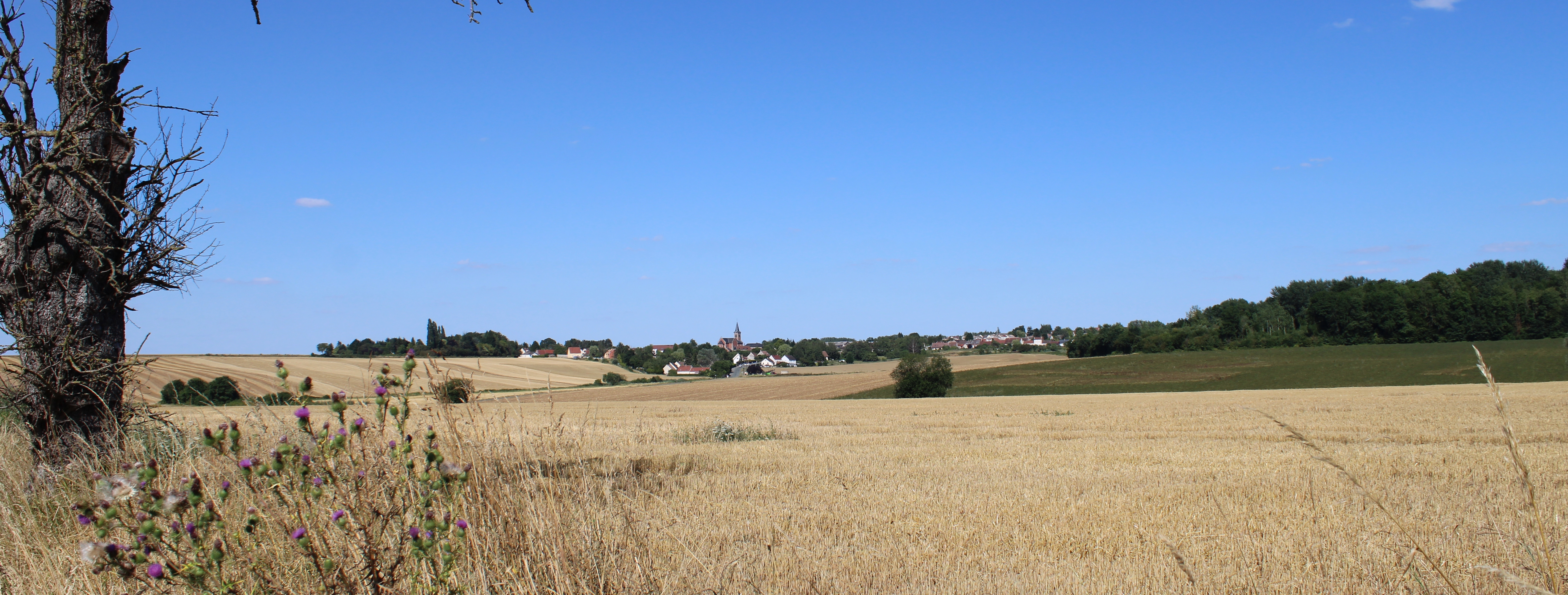
Panorama du village depuis les abords de Genvry.

### Hydrographie

#### Réseau hydrographique
La commune est située dans le bassin Seine-Normandie. Elle est drainée par la Verse, le fossé 01 de la commune de Genry, le Fossé de la Gleue, le ru des Yeppes, divers bras de la verse,,.
La Verse, d'une longueur de 23 km, prend sa source dans la commune de Ugny-le-Gay et se jette  dans l'Oise (rive gauche) à Sempigny, après avoir traversé 15 communes.

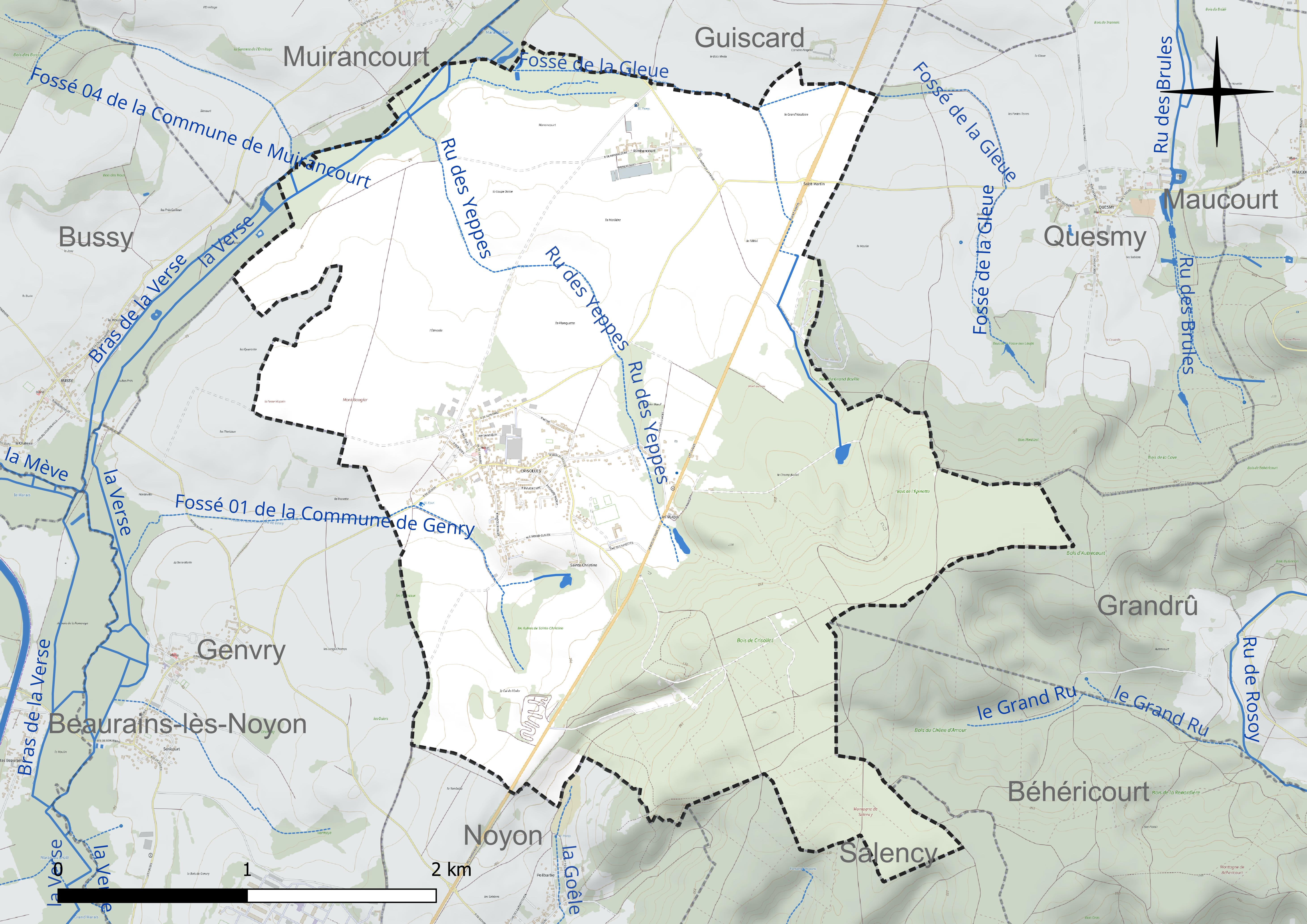
Réseau hydrographique de Crisolles.

#### Gestion et qualité des eaux
Le territoire communal est couvert par le schéma d'aménagement et de gestion des eaux (SAGE) « Sensée ». Ce document de planification concerne un territoire de 1 013 km2 de superficie, délimité par le bassin versant de l'Oise moyenne. Le périmètre a été arrêté le 24 avril 2017 et le SAGE est, en 2024, encore en élaboration. La structure porteuse de l'élaboration et de la mise en œuvre est le syndicat mixte du SAGE Oise-Moyenne (SMOM).
La qualité des cours d'eau peut être consultée sur un site dédié géré par les agences de l'eau et l'Agence française pour la biodiversité.

### Climat
Pour des articles plus généraux, voir Climat des Hauts-de-France et Climat de l'Oise.
En 2010, le climat de la commune est de type climat océanique dégradé des plaines du Centre et du Nord, selon une étude du CNRS s'appuyant sur une série de données couvrant la période 1971-2000. En 2020, Météo-France publie une typologie des climats de la France métropolitaine dans laquelle la commune est exposée à un climat océanique et est dans la région climatique Nord-est du bassin Parisien, caractérisée par un ensoleillement médiocre, une pluviométrie moyenne régulièrement répartie au cours de l'année et un hiver froid (3 °C).
Pour la période 1971-2000, la température annuelle moyenne est de 10,5 °C, avec une amplitude thermique annuelle de 14,7 °C. Le cumul annuel moyen de précipitations est de 739 mm, avec 11,3 jours de précipitations en janvier et 9 jours en juillet. Pour la période 1991-2020, la température moyenne annuelle observée sur la station météorologique la plus proche, située sur la commune de Chauny à 15 km à vol d'oiseau, est de 11,1 °C et le cumul annuel moyen de précipitations est de 709,9 mm,. Pour l'avenir, les paramètres climatiques de la commune estimés pour 2050 selon différents scénarios d'émission de gaz à effet de serre sont consultables sur un site dédié publié par Météo-France en novembre 2022.

## Urbanisme

### Typologie
Au 1er janvier 2024, Crisolles est catégorisée bourg rural, selon la nouvelle grille communale de densité à sept niveaux définie par l'Insee en 2022.
Elle est située hors unité urbaine. Par ailleurs la commune fait partie de l'aire d'attraction de Noyon, dont elle est une commune de la couronne,. Cette aire, qui regroupe 38 communes, est catégorisée dans les aires de moins de 50 000 habitants,.

### Occupation des sols
L'occupation des sols de la commune, telle qu'elle ressort de la base de données européenne d'occupation biophysique des sols Corine Land Cover (CLC), est marquée par l'importance des territoires agricoles (58,6 % en 2018), en diminution par rapport à 1990 (61,5 %). La répartition détaillée en 2018 est la suivante : 
terres arables (52,6 %), forêts (35,1 %), zones urbanisées (6,3 %), zones agricoles hétérogènes (5,5 %), prairies (0,5 %). L'évolution de l'occupation des sols de la commune et de ses infrastructures peut être observée sur les différentes représentations cartographiques du territoire : la carte de Cassini (XVIIIe siècle), la carte d'état-major (1820-1866) et les cartes ou photos aériennes de l'IGN pour la période actuelle (1950 à aujourd'hui).

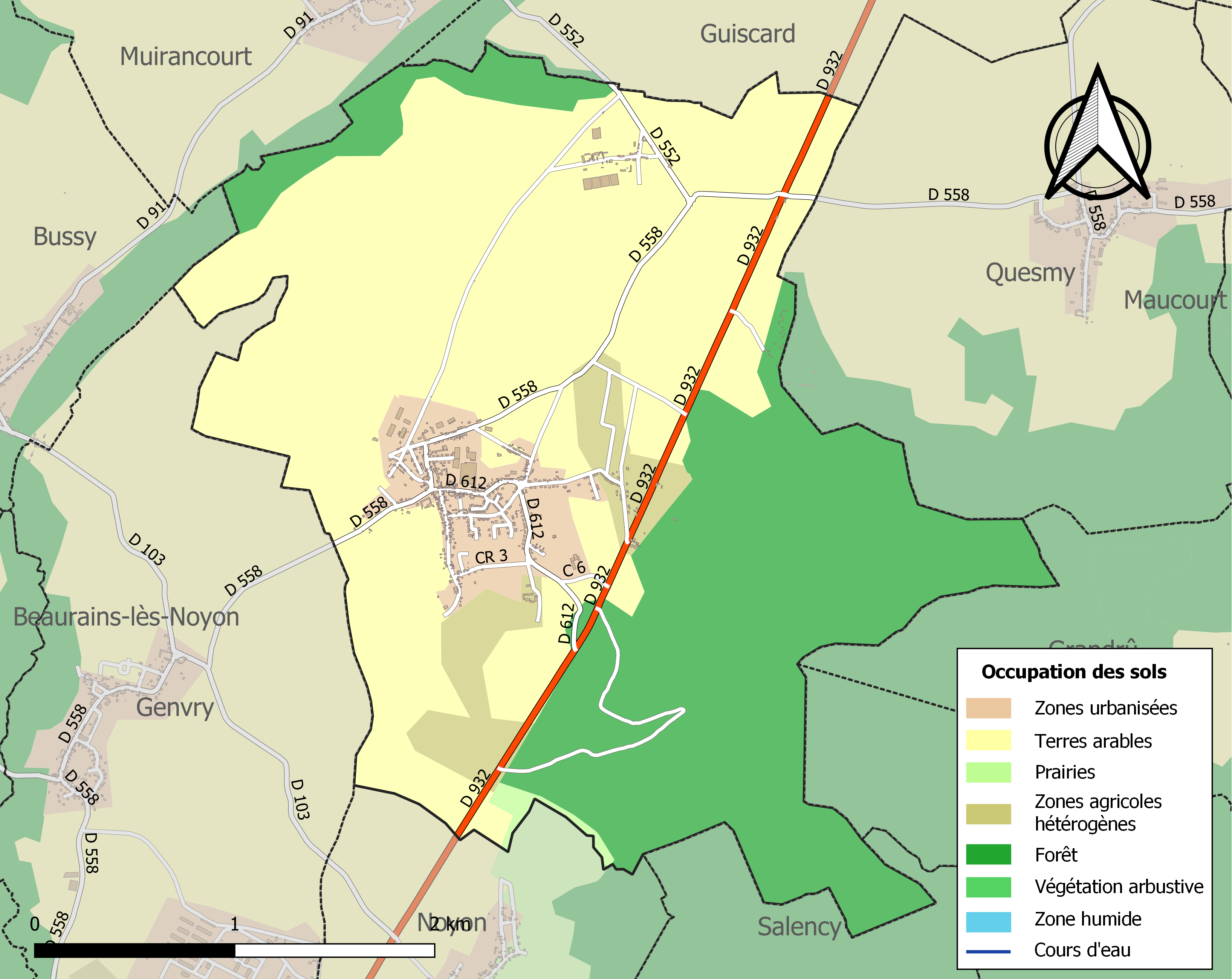
Carte des infrastructures et de l'occupation des sols de la commune en 2018 (CLC).

### Habitat et logement
En 2018, le nombre total de logements dans la commune était de 421, alors qu'il était de 400 en 2013 et de 387 en 2008.
Parmi ces logements, 93,3 % étaient des résidences principales, 1,4 % des résidences secondaires et 5,2 % des logements vacants. Ces logements étaient pour 93 % d'entre eux des maisons individuelles et pour 6,7 % des appartements.
Le tableau ci-dessous présente la typologie des logements à Crisolles en 2018 en comparaison avec celle de l'Oise et de la France entière. Une caractéristique marquante du parc de logements est ainsi une proportion de résidences secondaires et logements occasionnels (1,4 %) inférieure à celle du département (2,5 %) mais supérieure à celle de la France entière (9,7 %). Concernant le statut d'occupation de ces logements, 74,2 % des habitants de la commune sont propriétaires de leur logement (74,2 % en 2013), contre 61,4 % pour l'Oise et 57,5 pour la France entière.
| Typologie                                               | Crisolles | Oise | France entière |
| ------------------------------------------------------- | --------- | ---- | -------------- |
| Résidences principales (en %)                           | 93,3      | 90,4 | 82,1           |
| Résidences secondaires et logements occasionnels (en %) | 1,4       | 2,5  | 9,7            |
| Logements vacants (en %)                                | 5,2       | 7,1  | 8,2            |

### Voies de communication et transports
La commune est desservie, en 2023, par les lignes 676, 677, 678, 6308 et 6333 du réseau interurbain de l'Oise.

## Toponymie
Le nom de la localité est attesté sous les formes Carisiola (851) ; Carisiolas (vers 982) ; Carisiolam (988) ; Carisoles (1162) ; Carisiolis (1168) ; apud Karisiolas (1201) ; Manasserus dominus de crisoles (1249) ; Kierisoles (1220) ; de Kerisoles (1260) ; de Kyerisoles (1304) ; Grisolles (vers 1575) ; Chrysoles (vers 1575) ; Crisolles (1730).

## Histoire

### Moyen-Âge
La cure dé Crisolles est donnée avec plusieurs autres à l'Abbaye Saint-Éloi de Noyon, vers 988, par Liudolphe, évêque de Noyon.

### Les Templiers et les Hospitaliers
Au Moyen Âge, une maison forte et un château, appartenant  aux Templiers de la commanderie d'Eterpigny protégeaient le village, qui appartenait en grande part à l'ordre religieux. Lors de la dévolution des biens de l'ordre du Temple la maison forte et le château reviennent aux Hospitaliers de l'ordre de Saint-Jean de Jérusalem. L'église, détruite pendant la Première Guerre mondiale, était considérée comme une ancienne chapelle templière,.

### Époque contemporaine

#### XIXesiècle
En 1846, le maire, M. Gellée, interdit les toitures de chaume, sans doute pour lutter contre les incendies.
En 1850, la commune est propriétaire de la mairie, du presbytère, d'une école, d'un terrain de jeu d'arc, d'une grande place garnie de plantations, ainsi que de portions de terrain à l'état de friche et de marais. On comptait alors sur le territoire communal un moulin à vent ainsi qu'un moulin à eau, et une exploitation considérable de grès.
Une sucrerie est construite à Crisolles par Alphonse Labarre en 1863. Elle employait 75 salariés pendant la saison.
La sucrerie ferme en 1966 et ses installations sont détruites, à l'exception de la maison de maître.

#### Première Guerre mondiale

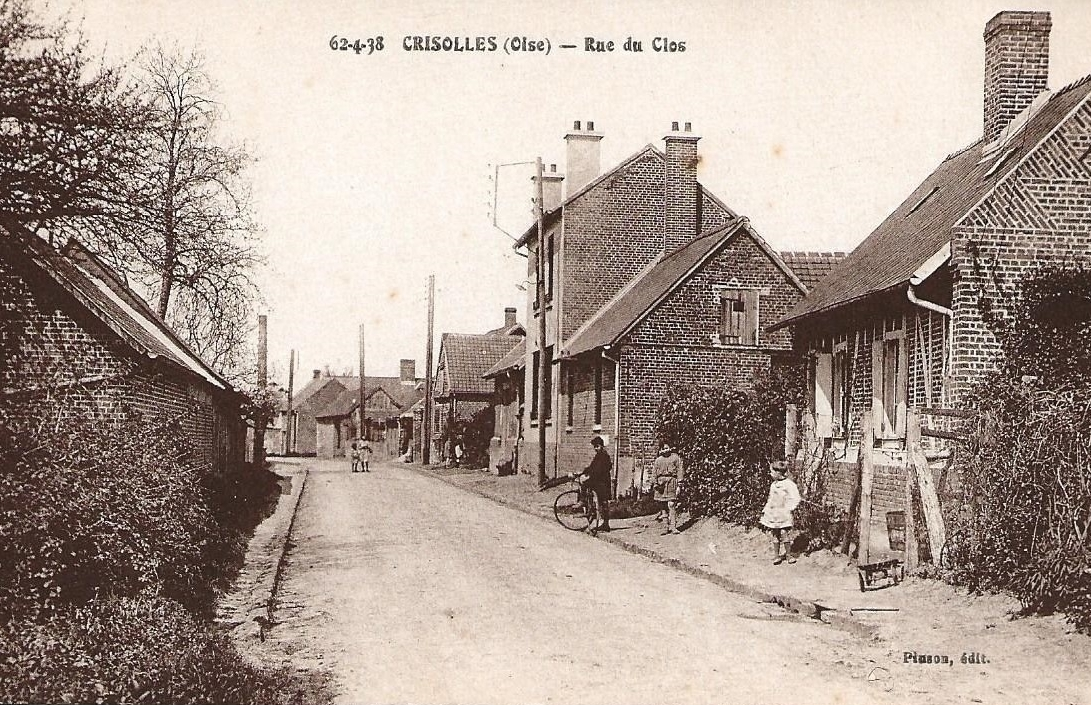
Reconstruction, vers 1930.

Le kronprinz Frédéric Guillaume, fils du Kaïser, allemand, Guillaume II a eu son quartier général à Crisolles, dans ce qui est actuellement le Bar du Centre.
Crisolles a été le théâtre de durs combats de mars à septembre 1918, qui l'ont fortement endommagée et le village est considéré comme détruit à la fin de la Première Guerre mondiale et a  été décoré de la Croix de guerre 1914-1918, le 15 février 1921.
La maison de maître de la sucrerie est reconstruite en 1924 et est aujourd'hui encore appelée le Manoir de Crisolles
La commune n'ayant pas les moyens d'élever un monument aux Morts. le maire Albert Poulin, fit appel à la générosité des habitants de Deville-les-Rouen pour aider à ériger le monument actuel.

Destructions de la Première Guerre mondiale
La sucrerie, en 1915
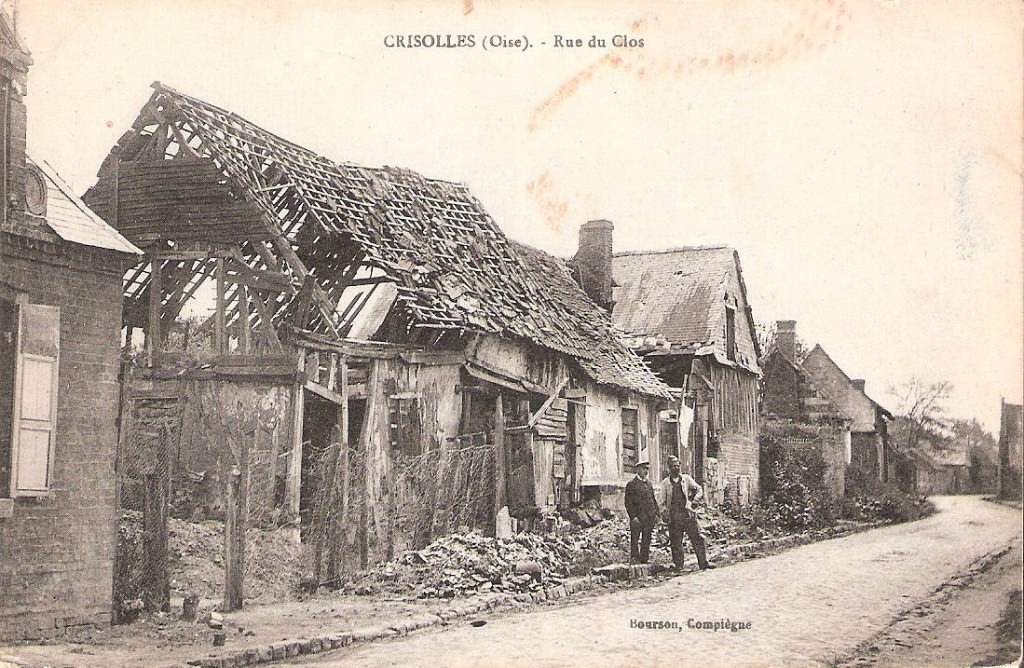
Rue du Clos, vers 1920.
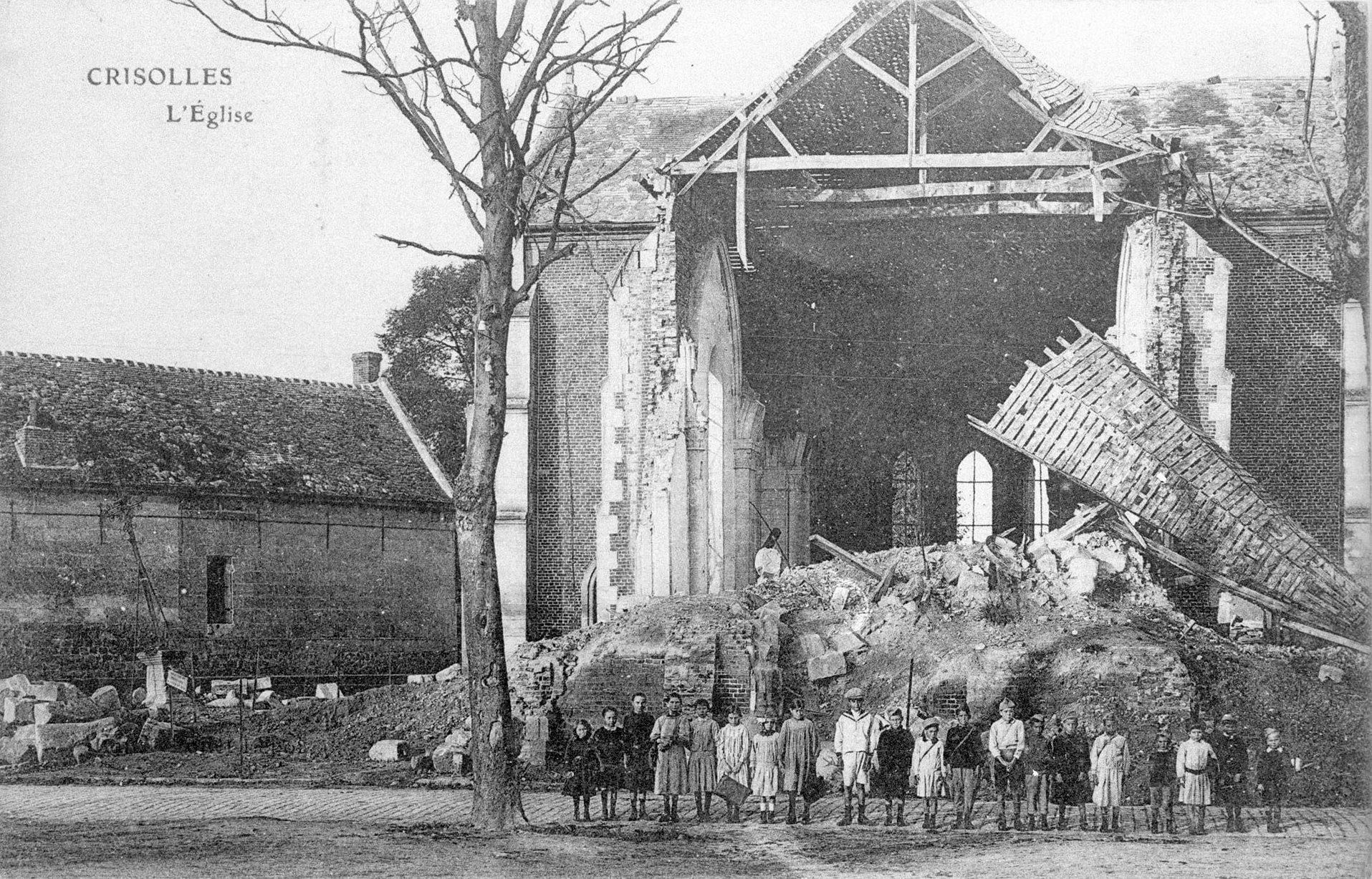
L'église

#### Seconde Guerre mondiale
Lors de la Seconde Guerre mondiale, à l'annonce du Débarquement de Normandie, un maquis se constitue  dans le Bois des Usages par des résistants noyonnais. Celui-ci est attaqué sans succès par l'occupant le 23 juin 1944, mais le garde-chasse Gaston Devulder et Maurice Moreau sont tués lors du combat. En représailles, les Allemands procèdent à une rafle à Crisolles, puis à Salency le 1er juillet,.

## Politique et administration

### Rattachements administratifs et électoraux

#### Rattachements administratifs
La commune se trouve dans l'arrondissement de Compiègne du département de l'Oise.
Elle faisait partie depuis 1802 du canton de Guiscard. Dans le cadre du redécoupage cantonal de 2014 en France, cette circonscription administrative territoriale a disparu, et le canton n'est plus qu'une circonscription électorale.

#### Rattachements électoraux
Pour les élections départementales, la commune fait partie depuis 2014 du canton de Noyon
Pour l'élection des députés, elle fait partie de la sixième circonscription de l'Oise.

### Intercommunalité
Crisolles est  membre de la communauté de communes du Pays Noyonnais, un établissement public de coopération intercommunale (EPCI) à fiscalité propre créé en 1994et auquel la commune a transféré un certain nombre de ses compétences, dans les conditions déterminées par le code général des collectivités territoriales.

### Politique locale
Lors du second tour des électiuons municipales de 2020 où ne se représentait pas le maire sortant Gérard Lecomte, trois listes étaient en lice, celles menées par Gérard Delanef (apolitique mais soutenue par des élus de l'UMP), par l'ancienne première maire-adjointe Annie Lalanne-Kesterman et par Joachim Gomes, qui ont recueilli 235, 234 et 58 voix. Compte tenu de la voix d'écart qui séparaient les deux premières listes et d'une irrégularité dans la tenue de la liste d'émargement, qui a permis à 4 personnes de voter sans être régulièrement des électeurs de la commune, le tribunal administratif d'Amiens puis le Conseil d'État ont annulé le scrutin.
Au terme des élections qui se sont ensuivies le 5 juillet 2015, au terme duquel la liste conduite par Gérard Delanef (SE) a remporté l'élection avec 174 de plus que celle d'Annie Lalanne-Kesteman (SE) et 220 de plus que celle de Gérard Lecomte (SE), Gérard Delanef a été réélu maire de la commune.

### Liste des maires

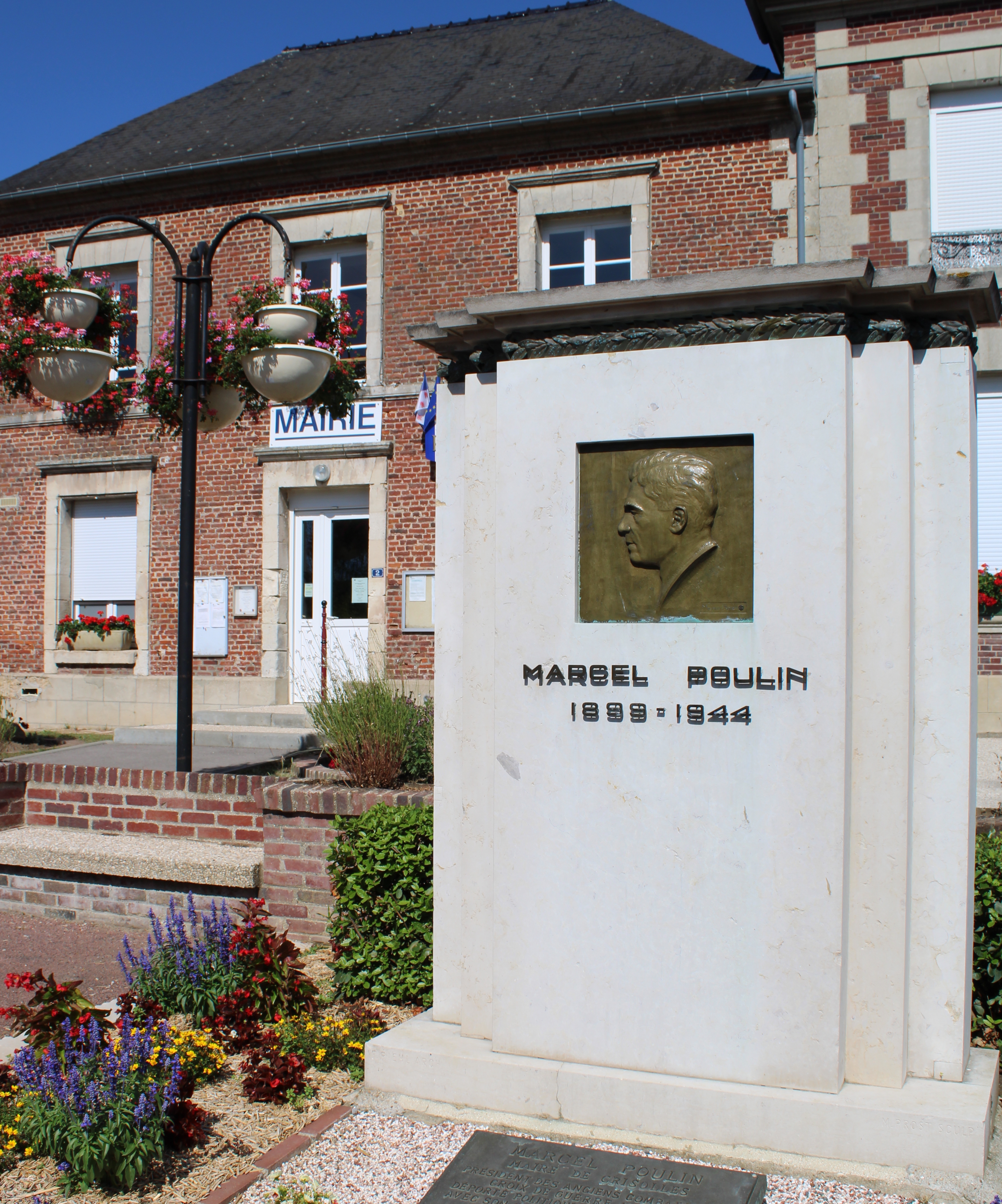
stèle en hommage à Marcel Poulin, devant la mairie.

| Période                                  | Période                       | Identité          | Étiquette | Qualité                                                                            |
| ---------------------------------------- | ----------------------------- | ----------------- | --------- | ---------------------------------------------------------------------------------- |
| Les données manquantes sont à compléter. |                               |                   |           |                                                                                    |
| 1880                                     |                               | Félix Gelle       |           |                                                                                    |
| 1883                                     |                               | Honoré Mazier     |           |                                                                                    |
| 1885                                     |                               | Théodore Carrière |           |                                                                                    |
| 1892                                     |                               | Arsène Gelle      |           |                                                                                    |
| 1896                                     |                               | Albert Poulin     |           | Propriétaire de la sucrerie, conseiller d'arrondissement                           |
| 1933                                     |                               | Marcel Poulin     |           | Propriétaire de la sucrerie, fils du précédent Résistant, mort en déportation      |
| 1944                                     |                               | Pierre Lelong     |           |                                                                                    |
| 1976                                     |                               | Raymond Santer    |           |                                                                                    |
| Les données manquantes sont à compléter. |                               |                   |           |                                                                                    |
| 1985                                     | juin 1995                     | Jacques Lagant    |           |                                                                                    |
| juin 1995                                | avril 2014                    | Gérard Lecomte    | PS        | Conseiller général de Guiscard (2004 → 2011)                                       |
| avril 2014                               | En cours (au 10 juillet 2020) | Gérard Delanef    | SE        | Vice-président de la CC du Pays Noyonnais (2020 → ) Réélu pour le mandat 2020-2026 |

### Instances de démocratie participative
La commune s'est doté d'un conseil municipal des enfants, dont les membres ont participé à la plantation d'arbres près de la maison des associations en 2021.

### Politique de développement durable
Fin 2021, les habitants de Crisolles ont planté près de la Maison des associations 125 arbres, principalement des jeunes arbustes et des arbres fruitiers, dans le cadre de l'appel à projet régional du plan « 1 million d'arbres en Hauts-de-France ».

## Équipements et services publics
Les enfants de la commune sont scolarisés dans le groupe scolaire Raymond Senter, qui compte quatre classes et une centaine d'enfants.
La commune dispose d'une maison des associations.

## Population et société

### Démographie

#### Évolution démographique
L'évolution du nombre d'habitants est connue à travers les recensements de la population effectués dans la commune depuis 1793. Pour les communes de moins de 10 000 habitants, une enquête de recensement portant sur toute la population est réalisée tous les cinq ans, les populations de référence des années intermédiaires étant quant à elles estimées par interpolation ou extrapolation. Pour la commune, le premier recensement exhaustif entrant dans le cadre du nouveau dispositif a été réalisé en 2006.

En 2022, la commune comptait 921 habitants, en évolution de −3,76 % par rapport à 2016 (Oise : +0,87 %, France hors Mayotte : +2,11 %).
| 1793 | 1800 | 1806 | 1821 | 1831 | 1836 | 1841 | 1846 | 1851 |
| ---- | ---- | ---- | ---- | ---- | ---- | ---- | ---- | ---- |
| 376  | 348  | 496  | 530  | 506  | 506  | 513  | 493  | 492  |

| 1856 | 1861 | 1866 | 1872 | 1876 | 1881 | 1886 | 1891 | 1896 |
| ---- | ---- | ---- | ---- | ---- | ---- | ---- | ---- | ---- |
| 483  | 527  | 552  | 572  | 574  | 497  | 474  | 516  | 493  |

| 1901 | 1906 | 1911 | 1921 | 1926 | 1931 | 1936 | 1946 | 1954 |
| ---- | ---- | ---- | ---- | ---- | ---- | ---- | ---- | ---- |
| 546  | 522  | 532  | 391  | 528  | 562  | 487  | 521  | 553  |

| 1962 | 1968 | 1975 | 1982 | 1990 | 1999 | 2006  | 2011  | 2016 |
| ---- | ---- | ---- | ---- | ---- | ---- | ----- | ----- | ---- |
| 598  | 589  | 560  | 768  | 872  | 985  | 1 017 | 1 038 | 957  |

| 2021 | 2022 | - | - | - | - | - | - | - |
| ---- | ---- | - | - | - | - | - | - | - |
| 914  | 921  | - | - | - | - | - | - | - |

#### Pyramide des âges
La population de la commune est relativement jeune.
En 2018, le taux de personnes d'un âge inférieur à 30 ans s'élève à 33,4 %, soit en dessous de la moyenne départementale (37,3 %). À l'inverse, le taux de personnes d'âge supérieur à 60 ans est de 24,6 % la même année, alors qu'il est de 22,8 % au niveau départemental.
En 2018, la commune comptait 463 hommes pour 455 femmes, soit un taux de 50,44 % d'hommes, légèrement supérieur au taux départemental (48,89 %).
Les pyramides des âges de la commune et du département s'établissent comme suit.
| Hommes | Classe d’âge | Femmes |
| ------ | ------------ | ------ |
| 0,2    | 90 ou +      | 0,2    |
| 2,6    | 75-89 ans    | 8,7    |
| 19,6   | 60-74 ans    | 17,8   |
| 23,1   | 45-59 ans    | 22,3   |
| 19,0   | 30-44 ans    | 19,5   |
| 15,4   | 15-29 ans    | 15,2   |
| 20,0   | 0-14 ans     | 16,2   |

| Hommes | Classe d’âge | Femmes |
| ------ | ------------ | ------ |
| 0,5    | 90 ou +      | 1,4    |
| 5,5    | 75-89 ans    | 7,6    |
| 15,6   | 60-74 ans    | 16,3   |
| 20,8   | 45-59 ans    | 20     |
| 19,4   | 30-44 ans    | 19,4   |
| 17,6   | 15-29 ans    | 16,2   |
| 20,6   | 0-14 ans     | 19,1   |

## Culture locale et patrimoine

### Lieux et monuments
- L'église paroissiale Saint-Eloi, quasiment détruite en septembre 1918, reconstruite en 1925 en style néogothique sur le modèle de l'édifice précédent, lui-même refait au XIXe siècle mais dont la façade est orientée à l'est[45].

- Le Monument du Maquis des Usages[46],[27]
- Le Manoir de Crisolles, maison de maître de la sucrerie, reconstruite en 1924 et est aujourd'hui un gite touristique.
- Le monument aux morts

- L'ancien parc de loisirs médiéval Carisiolas , fermé en 200 et racheté par un investisseur local qui le transforme en centre de ball-trap[47],[48]

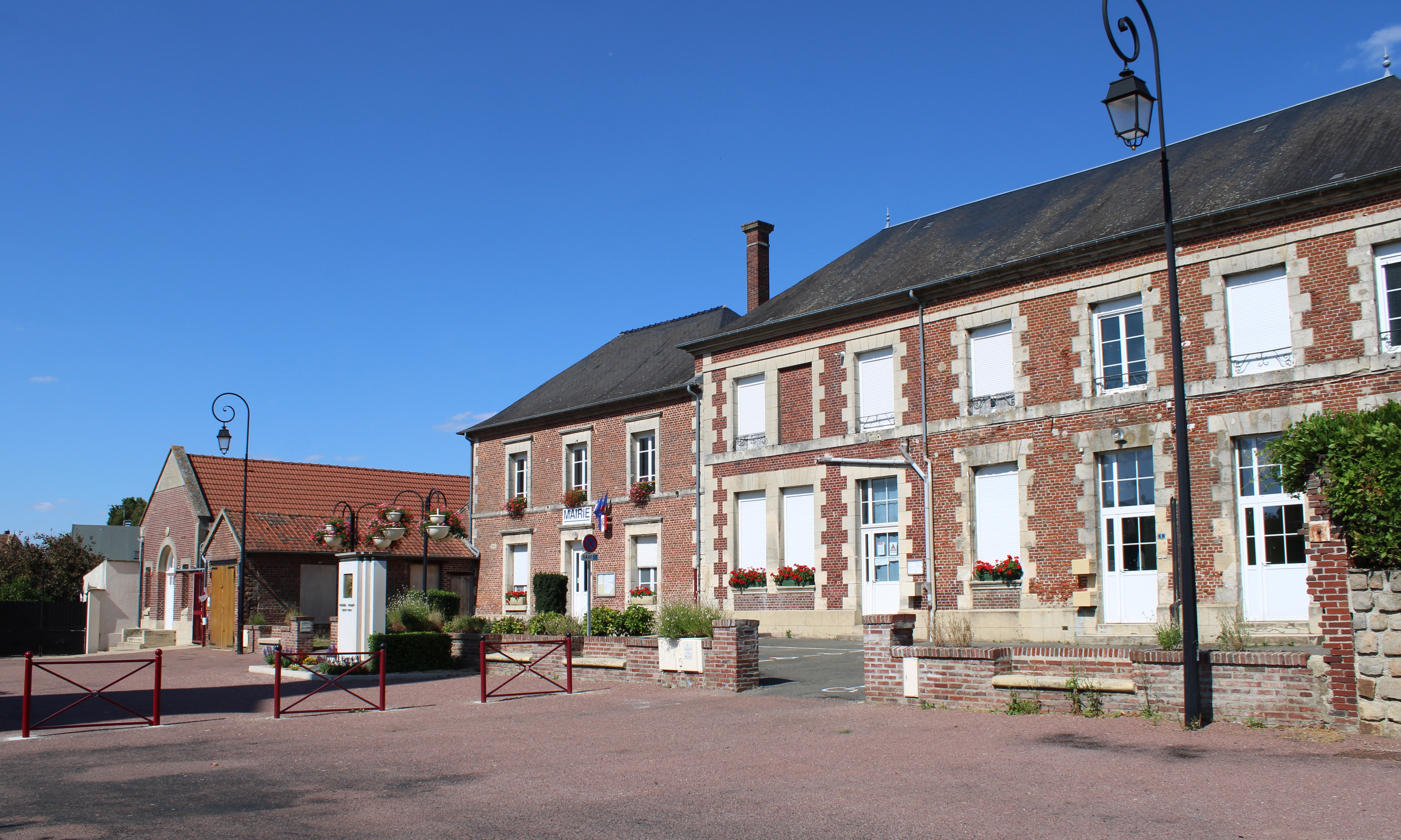
La place de la mairie
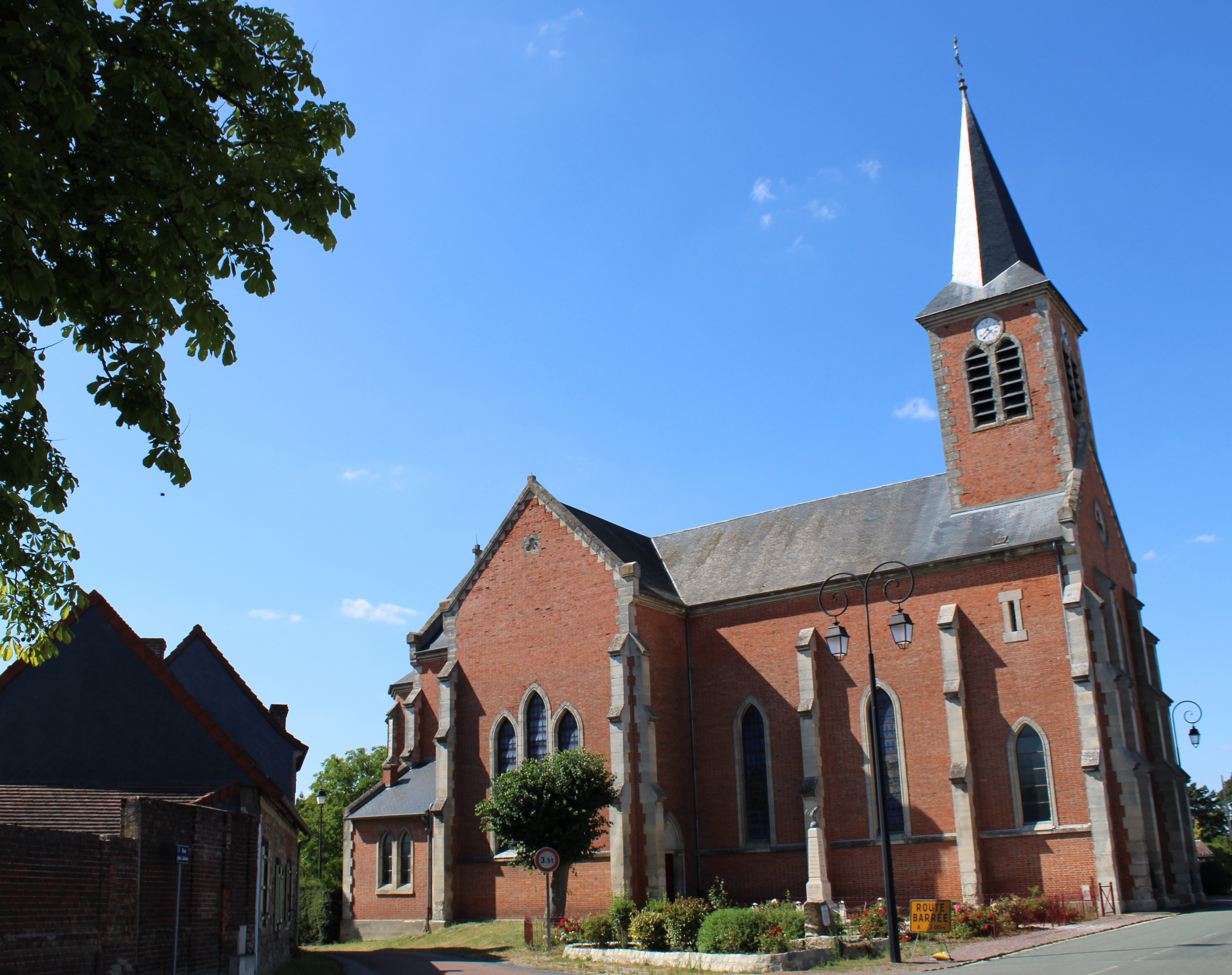
L'église.
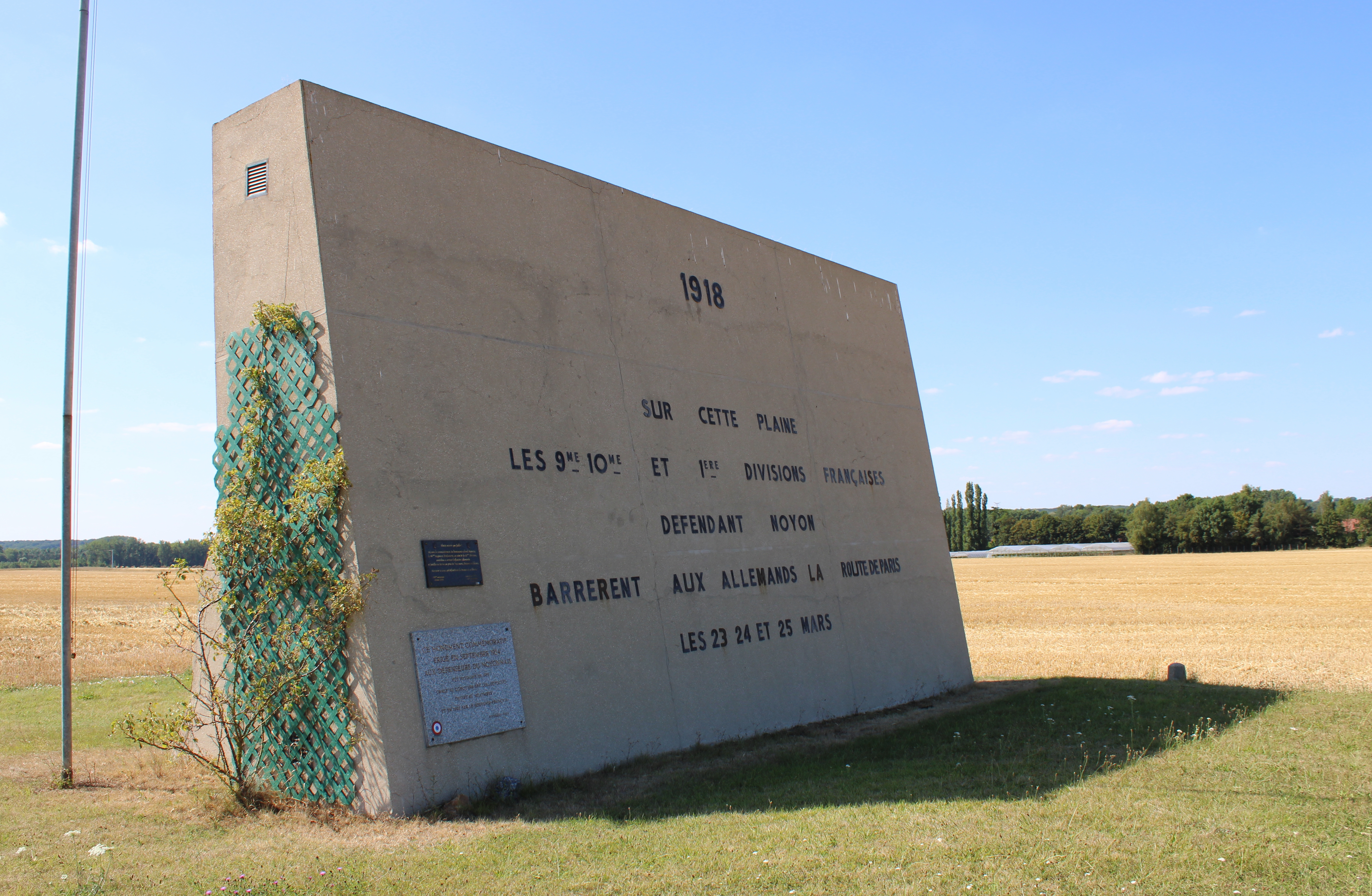
Monument en hommage aux 9e, 10e et 1re fivision (1918)
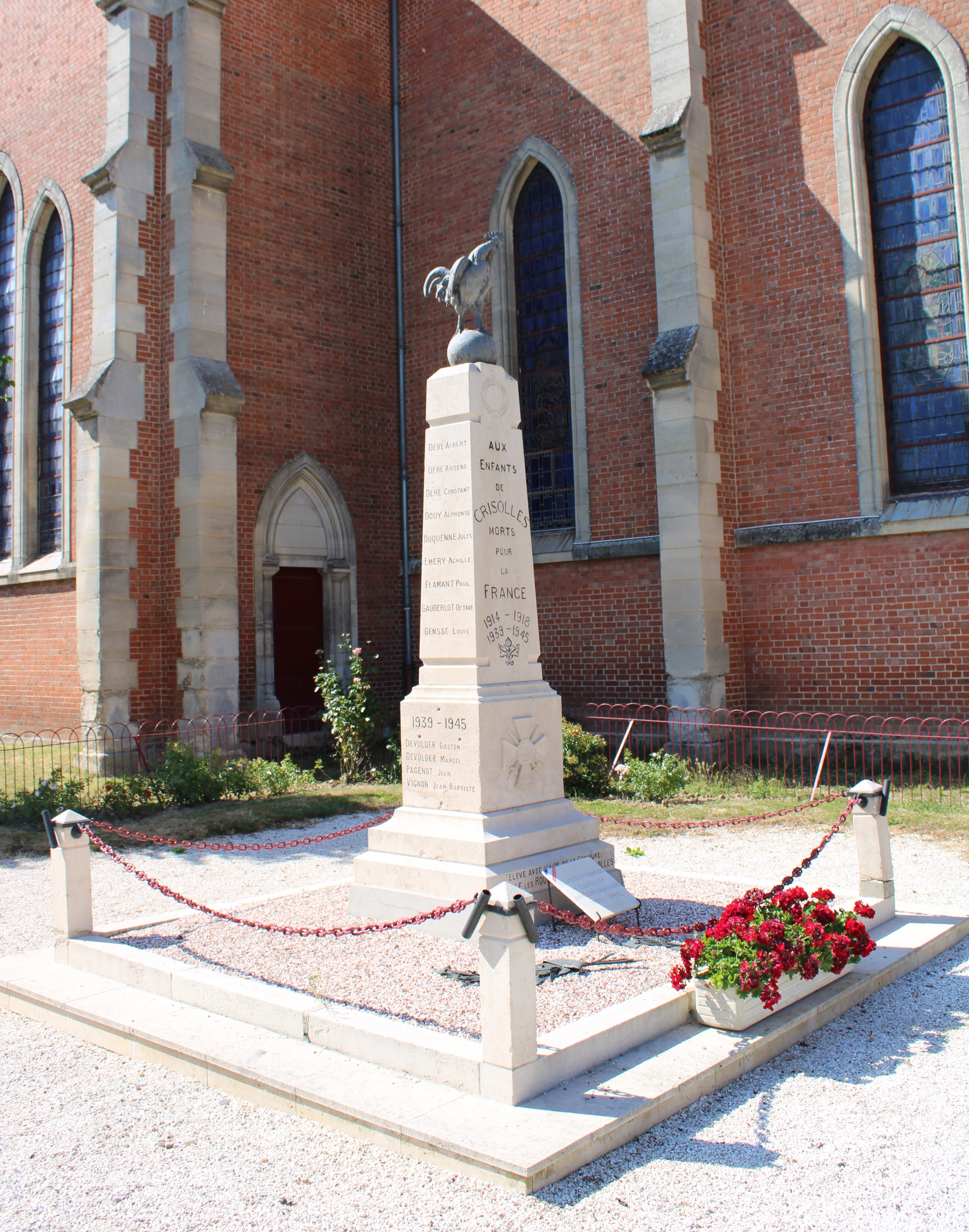
Le monument aux morts.

### Héraldique
| Blason de Crisolles | Blason  | D'argent, à l'arc de gueule posé en barre ; au renard rampant d'azur, posé en bande et brochant sur l'arc ; à la bordure d'azur, chargée : en chef d'une croix pattée d'or accompagnée aux angles de deux besants d'argent ; sur les flancs deux calices d'or ; en pointe d'une billette couchée d'argent, accompagnée sur les flancs de deux autres besants du même. |
| Blason de Crisolles | Détails | Le statut officiel du blason reste à déterminer. |

### Processions de géants
- {Depuis 2006, la localité est représentée par un géant, Rigobert[22]